# Château de la Colombière
Le château de la Colombière est un château situé à Fouvent-Saint-Andoche, en France.

## Localisation
Le château est situé sur la commune de Fouvent-Saint-Andoche, dans le département français de la Haute-Saône.

## Historique
Amédée de Choiseul fit construire ce château à Trécourt vers 1720.
L'édifice est inscrit au titre des monuments historiques en 1976.